# موتو اونه (جزایر انجمن)
مُوتو اُونه 
(به تاهیتیایی: Motu One) که به نام بلینگهاوزن نیز شناخته می‌شود، یک آبسنگ حَلقَوی (خوست) در گروه جزایر بادپناه از مجمع الجزایر انجمن واقع در اقیانوس آرام جنوبی است. مُوتو اُونه در ۵۵۰ کیلومتری شمال غربی تاهیتی قرار داشته و نزدیک‌ترین همسایه آن مانوآئه است، که در ۷۲ کیلومتری شمال شرقی آن واقع شده است.
صخره‌های مرجانی مُوتو اُونه به‌طور کامل کاملاً یک کولاب (لاگون) بدون گذر را در بر می‌گیرد. تمام اطراف این کولاب به جز ضلع جنوبی آن با جزایر شنی کم ارتفاع دارای پوشش گیاهی، دربر گرفته شده است. مُوتو اُونه در زبان تاهیتیایی به معنای جزیره شنی است، جزیره‌ای کم ارتفاع و شنی که نمی‌تواند، محل سکونت دائمی برای انسان را فراهم آورد.

## تاریخچه
نام آبسنگ بلینگهاوزن توسط اوتو فون کوتسبو، دریانورد و افسر نیروی دریایی امپراتوری روسیه که از تبار آلمانی‌های بالتیک بود، به افتخار
فابیان گوتلیب فون بلینگهاوزن به این جزیره کوچک مرجانی داده شد. این جزیره را نباید با جزیره  بلینگسهاوزن، که بخشی از جزایر ساندویچ جنوبی، در جنوب غربی اقیانوس اطلس اشتباه گرفت.
در سپتامبر ۱۸۳۹ هیئت اکتشافی ایالات متحده از این جزیره مرجانی دیدار نمود.

## تقسیمات اداری
آبسنگ مُوتو اُونه از نظر اداری بخشی از کُمون مائوپیتی است که خود در در بخش اداری جزایر بادپناه قرار دارد.